# Ferdetest
Az algebrában ferdetest a neve az olyan {\displaystyle F} egységelemes gyűrűnek, amelyben minden nemnulla elemnek van multiplikatív inverze, azaz minden {\displaystyle x\in F,x\neq 0} elemhez van olyan {\displaystyle x^{-1}\in F} elem, hogy  {\displaystyle xx^{-1}=x^{-1}x=1}.
A ferdetest tehát a test minden tulajdonságának megfelel, kivéve a szorzás kommutativitását. Nem kommutatív ferdetestre példa a kvaterniók ferdeteste.
A ferdetest centruma egy test, amely fölött a ferdetest a beágyazással algebrává válik. Egy adott K közös centrumú, K fölötti vektortérként véges dimenziójú ferdetestek halmaza K Brauer-csoportja.
A szintetikus geometriában ferdetesteket használnak az affin és a projektív geometriák koordinátázásához. A nem test feletti projektív és affin síkokat alternatív testekkel, kvázitestekkel és ternértestekkel koordinátázzák. Ezek a ferdetest fogalmát általánosítják: minden ferdetest alternatív test, minden alternatív test kvázitest, és minden kvázitest ternértest.

## Szóhasználat
Sokszor ferdetestre gondolnak, amikor testről írnak, különösen a régebbi irodalomban. Német nyelvterületen néha még ma is felbukkan a Körper szó ebben a jelentésben. Az angolban általában a division ring kifejezést használják; a skew field gyakran csak arra az esetre vonatkozik, amikor kiemelik, hogy az adott struktúra nem kommutatív. Általában a field vonatkozik a kommutatív és a nem kommutatív esetre is. A francia corps is inkább a ferdetestre vonatkozik.

## Definíciók
Az S halmaz ferdetest, ha el van látva a + és a {\displaystyle \cdot } műveletekkel, és a 0 és 1 konstansokkal, hogy:
1. {\displaystyle (S,+,0)} Abel-csoport
2. {\displaystyle (S\setminus \{0\},{}\cdot {},1)} csoport
3. a szorzás mindkét oldalról disztributív az összeadásra, azaz S bármely három a, b és c elemére

- {\displaystyle a\cdot (b+c)=a\cdot b+a\cdot c} balról disztributív
- {\displaystyle (b+c)\cdot a=b\cdot a+c\cdot a} jobbról disztributív

A mindkét oldali disztributivitásra azért van szükség, mert a szorzásnak nem kell kommutatívnak lennie.
Cohn ekvivalens definíciója a ferdetest multiplikatív félcsoportját helyezi előtérbe:
Legyen {\displaystyle (G,\cdot ,1)} csoport, amit bővítünk egy 0 elemmel úgy, hogy {\displaystyle x\cdot 0=0\cdot x=0}. Legyen {\displaystyle \sigma :G_{0}\rightarrow G_{0}} olyan, hogy
1. {\displaystyle \exists e\in G:\sigma (e)=0,}
2. {\displaystyle \sigma (0)=1}
3. {\displaystyle \sigma (a^{-1}\cdot b\cdot a)=a^{-1}\cdot \sigma (b)\cdot a} minden {\displaystyle a,b\in G}-re,
4. {\displaystyle \sigma (\sigma (b\cdot a^{-1})\cdot a)=(\sigma (\sigma (b)\cdot a^{-1})\cdot a} minden {\displaystyle a\in G,b\in G_{0},}-ra

akkor {\displaystyle (G_{0},+,\cdot ,0,1)} ferdetest az
{\displaystyle x+y={\begin{cases}\sigma (x\cdot y^{-1})\cdot y\quad &(y\neq 0)\\x\quad &(y=0)\end{cases}}}
összeadással. Adott összeadással ellátott ferdetest esetén a {\displaystyle \sigma } leképezés {\displaystyle \sigma (a)=a+1} alakban adható meg.
Günter Pickert ekvivalens definíciója nem követeli meg a disztributivitást:
Legyen {\displaystyle (S,+,\cdot ,0,1)} halmaz a + és a {\displaystyle \cdot } műveletekkel, és a 0 és 1 konstansokkal, továbbá
1. {\displaystyle (S,+,0)} Abel-csoport,
2. {\displaystyle (S\setminus \{0\},\cdot ,1)} csoport
3. és {\displaystyle (S\setminus \{1\},\circ ,0)} szintén csoport a {\displaystyle a\circ b=a+b-a\cdot b} művelettel,
4. és {\displaystyle 0\cdot 1=1\cdot 0=0}.

Ekkor {\displaystyle (S,+,\cdot ,0,1)} ferdetest.

## Tulajdonságok és kapcsolódó fogalmak

### Résztest
Hogyha S ferdetest, és {\displaystyle D\subseteq S} részhalmaza S-nek úgy, hogy {\displaystyle 0,1\in D}, {\displaystyle (D,+)} részcsoport {\displaystyle (S,+)}-ban, és {\displaystyle (D\setminus \{0\},\cdot )} és {\displaystyle (S\setminus \{0\},\cdot ,1)}, akkor D részteste S-nek. Jelölése: {\displaystyle D\leq S.}

### Test
Ha az {\displaystyle F} ferdetest elemei a fentieken kívül még kommutatívak is a szorzásra nézve, akkor {\displaystyle F}-et testnek nevezzük. (Egyes szerzők a nemkommutatív ferdetesteket is testnek nevezik, a kommutatív ferdetestekre pedig a kommutatív test kifejezést használják.)
Az {\displaystyle F} ferdetest centruma a {\displaystyle Z}={z∈{\displaystyle F}:zx=xz ∀x∈{\displaystyle F}} halmaz. Egy ferdetest centruma mindig test; maga a ferdetest a centruma fölötti algebrát alkot.

### Centrum és centralizátor
- Ha {\displaystyle S} ferdetest, akkor a {\displaystyle Z(S)=\lbrace x\in S\left|\;\forall a\in S:x\cdot a=a\cdot x\right.\rbrace } halmaz S centruma. Elemei a centrális elemek.
- S centruma a multiplikatív csoport centruma, hozzávéve a nullelemet: {\displaystyle Z(S)=Z(S\setminus \{0\},{}\cdot {})\cup \{0\}}. A centrum test.
- Az {\displaystyle A\subseteq S} részhalmaz {\displaystyle {\mathcal {C}}_{S}(A)} centralizátora nem más, mint {\displaystyle {\mathcal {C}}_{S}(A)=\left\lbrace x\in S\left|\;\forall a\in A:a\cdot x=x\cdot a\right.\right\rbrace .} Minden centralizátor nem feltétlenül kommutatív részteste S-nek.
- Az A részhalmaz centralizátorára teljesül, hogy {\displaystyle Z(S)\leq Z({\mathcal {C}}_{S}(A))\leq {\mathcal {C}}_{S}(A).}
- A centralizátor képzése megfordítja a halmazelméleti tartalmazást:{\displaystyle A\subseteq B\Rightarrow {\mathcal {C}}_{S}(A)\geq {\mathcal {C}}_{S}(B)}. Speciálisan, {\displaystyle {\mathcal {C}}_{S}(\emptyset )={\mathcal {C}}_{S}(Z(S))=S}.

### További rokon fogalmak és tulajdonságok
- A divízióalgebrákban a szorzásnak nem kell asszociatívnak lennie. Minden ferdetest divízióalgebra a centruma felett. Megfordítva, egy K test feletti {\displaystyle (D,+,\cdot ,0,1)} divízióalgebra pontosan akkor ferdetest, ha {\displaystyle (D\setminus \{0\},\cdot ,1)} asszociatív, és csoportot alkot. Ekkor K a centrumnak, mint testnek részteste, {\displaystyle K\leq Z(D).}
- Minden ferdetest majdnemtest,  és megfordítva, egy majdnemtest pontosan akkor ferdetest, ha mindkét oldalról disztributív.
- Majdnemtestet kapunk, ha Cohn definíciójából elhagyjuk a {\displaystyle \sigma } rákövetkező függvényt.
- Minden ferdetest geometriai értelemben féltest, és alternatív test. Megfordítva, egy alternatív test akkor és csak akkor ferdetest, ha a szorzása asszociatív.
- Egy egységelemes gyűrű akkor és csak akkor ferdetest, ha minden nullától különböző eleme jobbról és balról invertálható. A két inverz egyértelműsége és egyenlősége már a gyűrű definíciójából következik.

### Nevezetes tételek
A Wedderburn-tétel szerint minden véges ferdetest kommutatív.
Frobenius tétele azt mondja ki, hogy a valós számok teste fölött csak három olyan véges dimenziós asszociatív algebra van, amelyben minden nemnulla elemnek van multiplikatív inverze: maga a valós számok teste, a komplex számok teste és a kvaterniók ferdeteste.

## Konstrukciók
Valamennyi test egyben ferdetest is. A nemkommutatív ferdetestek közül talán a legismertebb a kvaterniók által alkotott ferdetest. Wedderburn tétele miatt minden ilyen ferdetest végtelen.
A kommutatív testek algebrai vagy transzcendens bővítésekkel előállnak prímtestükből. A ferdetestekre nem ismert hasonló kanonikus konstrukció. A legtöbb módszer egy alkalmas nullosztómentes gyűrűt ágyaz be a bal vagy a jobb hányadostestébe. Egy viszonylag egyszerű feltételt Øystein Ore talált az alkalmas gyűrűkre; ez az Ore-feltétel.
A végtelen dimenziós bővítések analóg módon építhetők a Hilbert által megadott ferdetestekre:
1. Legyen K test, vagy egy ismert ferdetest
2. {\displaystyle K(u)} az u határozatlanú racionális függvénytest
3. Legyen {\displaystyle K(u)}-n {\displaystyle \alpha :f(u)\mapsto f(u^{2})} egy gyűrűendomorfia
4. Egy új v határozatlannal képezzük a nem kommutatív {\displaystyle K(u)[v;\alpha ]} polinomgyűrűt, ahol az uv szorzatot a {\displaystyle u\cdot v=v\cdot \alpha (u)} felcserélési szabály határozza meg.
5. A {\displaystyle K(u)[v;\alpha ]} nullosztómentes Ore-gyűrű jobb hányadosteste {\displaystyle H=K(u)(v;\alpha )}, ami a tulajdonképpeni Hilbert-test.[5]

A {\displaystyle C=Z(K)} centrum a Hilbert-testnek is centruma, továbbá {\displaystyle [H:C]=\mathop {\mathrm {dim} } _{C}(H)=\infty }. Ha K formálisan valós test, akkor H rendezhető az algebrai műveletekkel összeegyeztethető módon.
A konstrukció általánosítása a fent definiált {\displaystyle \alpha } helyett egy másik gyűrűendomorfiát is választhat.

## Története
1843-ban Sir William Rowan Hamilton konstruálta az első nemkommutatív ferdetestet, a kvaterniókat. A háromdimenziós tér vektorait próbálta ahhoz hasonlóan ábrázolni, ahogy a síkvektorokat ábrázolják a komplex számok. Az általa és követői által erre épített geometriai kalkulus hozzájárult a vektoranalízis kifejlődéséhez. A centrumuk fölött véges dimenziós C-vektortereket alkotó ferdetestek az 1920-as és az 1930-as évek kedvelt témái voltak. Az 1970-es években kiújult irántuk az érdeklődés.
David Hilbert 1903-ban konstruálta az első olyan ferdetestet, amely végtelen dimenziós a centruma fölött. Keresett egy modellt, ami a formálisan valós testekkel analóg módon lehetővé teszi a műveletekkel összhangban levő rendezést a ferdetestekben. Egy ilyen ferdetest fölött sikerült neki definiálni egy affin geometriát, amely megfelelt az általa definiált euklideszi axiómarendszer néhány axiómájának.
1931-ben Øystein Ore a róla elnevezett és a cikkben tárgyalt konstrukciójával foglalkozott.